# Nealce
Nealce (in greco antico: Νεάλκης?, Neálkes; fl. III secolo a.C.) è stato un pittore greco antico, proveniente da Sicione e attivo verso il 245 a.C., nel periodo di Arato.

## Biografia
Plutarco riferisce che, mentre Arato stava distruggendo tutti i ritratti dei tiranni, quello di Aristrato eseguito di Melanzio di Sicione fu salvato grazie a Nealce, che coprì di nero solo il ritratto del tiranno, lasciando inalterato il resto del dipinto.
Plinio il Vecchio celebra la sua Venere e una Battaglia navale tra Egiziani e Persiani.